# Walter Lantz

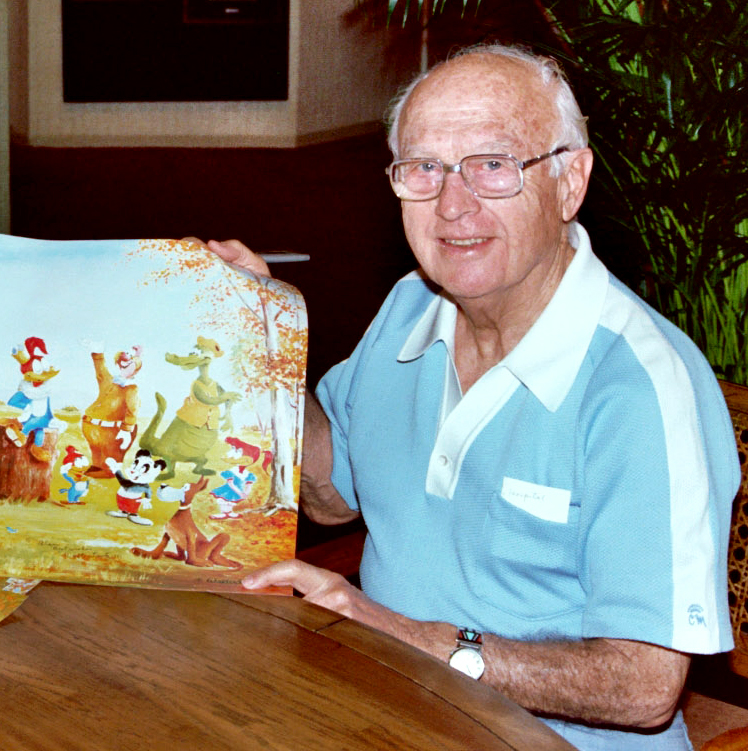
Walter Lantz en 1983, con un dibujo del Pájaro Loco.

Walter Benjamin Lantz (New Rochelle, Nueva York, 27 de abril de 1899-Burbank, California, 22 de marzo de 1994) fue un caricaturista, productor cinematográfico y animador estadounidense, creador del personaje de animación Pájaro Loco y fundador del estudio de dibujos animados Walter Lantz Productions.

## Biografía

### Primeros años
Nacido en 1899, sus padres fueron inmigrantes italianos, Francesco Paolo Lanza y Maria Gervasi, de Calitri, Italia. En la biografía The Walter Lantz Story with Woody Woodpecker and Friends, de Joe Adamson (1985), se indica que Francesco Lanza tuvo su apellido anglicanizado a Lantz por un funcionario migratorio. Desde pequeño mostró una inclinación hacia el dibujo artístico, que le llevó a suscribirse a unas clases de dibujo por correspondencia a los doce años. El corto animado Gertie the Dinosaur (Gertie, el dinosaurio) de Winsor McCay inspiró definitivamente al joven Walter a dedicarse a la animación.
Lantz trabajó como mecánico para subsistir, pero los dibujos con los que decoraba su taller llamaron la atención de un cliente, Fred Kafka, quien animó a Walter a estudiar en el New York City's Art Students League. Kafka además le consiguió un nuevo trabajo, como repartidor en el New York American, publicación perteneciente al empresario William Randolph Hearst. Su paso por el periódico no impidió que Walter continuase los estudios de la escuela de arte. 
Así llegó a encontrar un puesto en el departamento de animación que dirigía Gregory La Cava, y poco después Lantz empezó a trabajar en los John R. Bray Studios de Nueva York para la serie Colonel Heeza Liar. En 1924, Lantz comienza a darse a conocer en el estudio, permitiéndosele dirigir su primera serie de dibujos animados, Dinky Doodle. En 1927 se traslada a Hollywood, California donde trabaja para el director Frank Capra y como guionista para las comedias de Mack Sennett.

### La era de Oswald
En 1928, Lantz es contratado por Charles B. Mintz para dirigir la serie animada Oswald the Lucky Rabbit, de Universal Pictures. A principios de ese año, Mintz y su cuñado George Winkler habían arrebatado los derechos sobre Oswald a su primer creador, el dibujante Walt Disney. El presidente de Universal, Carl Laemmle, no se sintió satisfecho por el resultado de Mintz y Winkler, por lo que Universal continuó la serie sin su participación. Mientras, Lantz negocia con Bill Nolan, para que lo ayude a recrear la serie, con la inclusión del Gato Félix. La progresión de Lantz se manifiesta en 1935, cuando empieza a trabajar como productor independiente, suministrando animaciones a Universal en vez de solo supervisar el departamento de animación. En 1940, comienza a negociar los derechos de personajes con los que trabajó.

### La era del Pájaro Loco
Cuando Oswald perdió popularidad, Lantz decidió que necesitaba un nuevo personaje. Meany, Miny y Moe, Baby-Face Mouse y Snuffy Skunk eran algunos de los personajes creados por Lantz y sus empleados. Sin embargo, uno de sus personajes, Andy Panda, pudo sobresalir del resto y se convirtió en el protagonista de los dibujos animados de Lantz para la temporada 1939-1940. 
En 1940 Lantz se casó con Grace Stafford. En su luna de miel, la pareja escuchaba un pájaro carpintero que golpeaba repetidamente el techo de su estancia. Grace le sugirió a Walter utilizar el pájaro como inspiración para un nuevo personaje. Le hizo caso, pero dudoso sobre el resultado, Lantz hizo la primera aparición de este nuevo personaje, llamado Pájaro Loco en un episodio llamado Knock Knock, protagonizado por Andy Panda.
Mel Blanc hizo la voz del personaje durante los tres primeros episodios. Cuando Blanc aceptó un contrato de tiempo completo con Leon Schlesinger Productions/Warner Bros. y dejó el estudio de Lantz, el cómico Ben Hardaway, quien ayudó en la creación de Knock Knock, se dedicó a hacer la voz. Aun así, la voz de Blanc fue usada en otros dibujos animados del personaje. 
Durante 1948, el estudio de Lantz tuvo una nominación al premio Óscar debido a la canción The Woody Woodpecker Song, en la que aparecía la voz de Blanc. Mel Blanc demandó a Lantz por medio millón de dólares, argumentando que Lantz usó su voz en varios dibujos animados sin su permiso. El juez, sin embargo, emitió sentencia a favor de Lantz, ya que Blanc no registró su voz ni sus contribuciones. Aunque Lantz ganó el caso, le pagó a Blanc el dinero en un acuerdo realizado fuera de la corte, y fue en busca de otra voz para el Pájaro Loco. 
En 1950, Lantz hizo audiciones anónimas para hallar esta nueva voz. Grace, esposa de Lantz, le ofreció hacer la voz del Pájaro Loco. Sin embargo, Lantz no aceptó pues se trataba de un personaje masculino. Sin rendirse, Grace secretamente hizo la audición y mandó su cinta anónima para que la oyeran. Sin saber que era la voz de su esposa, Lantz la eligió para hacer al personaje. Grace hizo la voz del Pájaro Loco hasta que Lantz dejó de crear dibujos animados de él. Al principio, Grace no quería aparecer en los créditos, ya que no quería que los niños supieran que la voz del Pájaro Loco era hecha por una mujer. Sin embargo, disfrutó ser conocida como la voz del personaje y su nombre apareció en pantalla.
La generación que vio esos dibujos animados conoció y quiso a Lantz como el creador del Pájaro Loco. A diferencia de otros creadores, Lantz grabó apariciones en vivo donde explicaba como era el proceso de creación de un dibujo animado, materia que gran parte del público conocía por primera vez. La misma generación lo vio entreteniendo a las tropas en la Guerra de Vietnam y visitando a los veteranos hospitalizados.

### Retiro
El estudio de Walter Lantz fue cerrado en 1972 y fue uno de los últimos estudios estadounidenses que hizo dibujos animados clásicos. En su retiro Lantz siguió administrando los trabajos del estudio con repeticiones de estos. Incluso continuó dibujando y pintando al Pájaro Loco, estos trabajos se vendieron rápidamente. También trabajó con Little League y otros grupos juveniles similares. En 1982, Lantz donó diecisiete artefactos al Museo Nacional de Historia Americana, incluyendo el modelo de madera utilizado en el debut del Pájaro Loco en 1941. 
Walter Lantz murió en el centro médico de St. Joseph en Burbank, California, de una insuficiencia cardíaca el 22 de marzo de 1994, a la edad de 94 años.

## Personajes
Algunos personajes del universo de Lantz (dibujos animados y tiras cómicas) son Oswald el conejo afortunado, Space Mouse, Pájaro Loco, Homer Pigeon, Chilly Willy, Andy Panda, Charlie Chicken y muchos otros.

## Dibujos animados
- Oswald el conejo afortunado (1929-1938)
- Cartune Classics (1934-1942, 1953-1957)
- Andy Panda (1939-1949)
- Pájaro Loco (1941-1949, 1951-1972)
- Swing Symphonies (1941-1945)
- Musical Miniatures (1946-1948)
- Chilly Willy (1953-1972)
- Inspector El Bigote que Investiga (1958-1965)
- The Beary Family (1962-1972)

## Premios y distinciones
Premios Óscar
| Año  | Categoría                        | Película                     | Resultado |
| ---- | -------------------------------- | ---------------------------- | --------- |
| 1934 | Mejor cortometraje animado       | The Merry Old Soul           | Nominado  |
| 1935 | Mejor cortometraje de innovación | Jolly Little Elves           | Nominado  |
| 1943 | Mejor cortometraje animado       | Juke Box Jamboree            | Nominado  |
| 1944 | Mejor cortometraje animado       | The Dizzy Acrobat            | Nominado  |
| 1945 | Mejor cortometraje animado       | Fish Fry                     | Nominado  |
| 1947 | Mejor cortometraje animado       | Musical Moments from Chopin  | Nominado  |
| 1955 | Mejor cortometraje animado       | Crazy Mixed Up Pup           | Nominado  |
| 1956 | Mejor cortometraje animado       | The Legend of Rockabye Point | Nominado  |
| 1979 | Óscar honorífico                 | Óscar honorífico             | Ganador   |

- 1959: Lantz fue honrado por el ayuntamiento de Los Ángeles como uno de los más excepcionales caricaturistas estadounidenses.
- 1973: La Sociedad Internacional de Animación, ASIFA/Hollywood, le entregó el premio Annie.
- 1986: Recibió una estrella en el Paseo de la Fama de Hollywood.